# 911
Năm 911 là một năm trong lịch Julius.

## Mất
- Bá tước Aethelred của Mercia, chồng của Ethelfleda
- Louis trẻ em, cuối cùng Carolingian cai trị của Đông Franks
- Lưu Yin
- Đức Giáo hoàng Sergius III
- Wilfred II Borrel, số của Barcelona